# Green Border

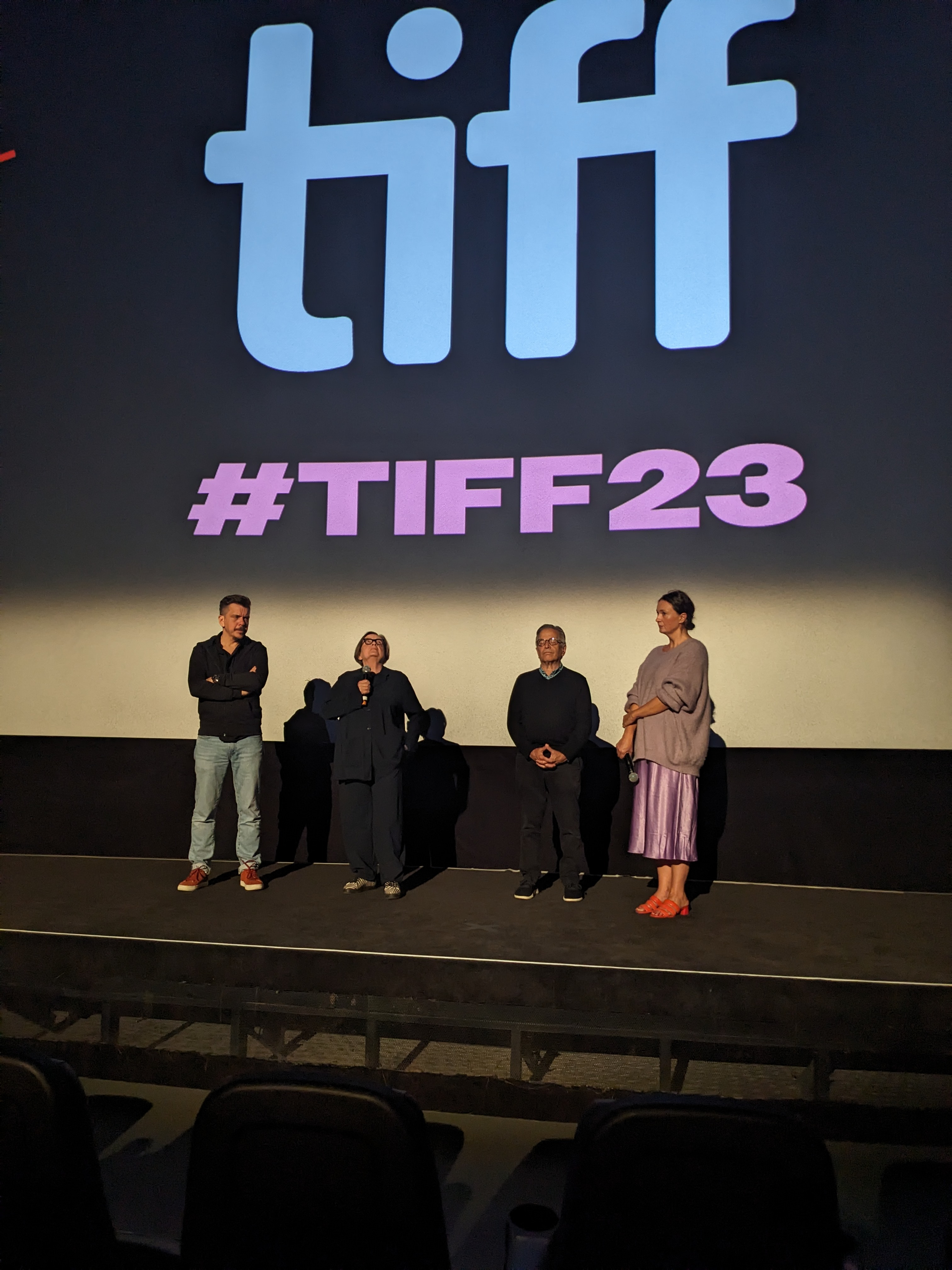
La directora Agnieszka Holland (segona per l'esquerra) a l'escenari del Festival Internacional de Cinema de Toronto el setembre de 2023.

Green Border (polonès: Zielona granica) és una pel·lícula dramàtica del 2023 dirigida per Agnieszka Holland. La pel·lícula està escrita per la mateixa Holland, Gabriela Łazarkiewicz-Sieczko i Maciej Pisuk, i és protagonitzada per un repartiment coral que inclou Jalal Altawil, Maja Ostaszewska, Behi Djanati Atai, Tomasz Włosok, Mohamad Al Rashi, Dalia Naous, Maciej Stuhr i Agata Kulesza. Dramatitza la difícil situació dels migrants atrapats en la crisi fronterera entre Bielorússia i la Unió Europea. La pel·lícula va ser una coproducció internacional entre empreses de Polònia, República Txeca, França i Bèlgica. S'ha doblat i subtitulat al català.
La pel·lícula va competir pel Lleó d'Or al 80è Festival Internacional de Cinema de Venècia, on va guanyar el Premi Especial del Jurat. Va rebre crítiques positives, però va ser condemnada pels funcionaris del govern polonès i per alguns sectors del país. Es va estrenar a Polònia el 22 de setembre de 2023 amb la distribució de Kino Świat.
El rodatge principal es va dur a terme entre abril i maig de 2023; va durar vint-i-quatre dies i va involucrar tres unitats (la unitat de Holland era la principal).